# Lliga Nord Piemont
Lliga Nord Piemont és la secció de la Lliga Nord a la regió italiana del Piemont. Fou fundada l'abril de 1987 com a Moviment Autonomista Piemontèis, com a escissió de la Union Piemontèisa, dirigida per Gipo Farassino, i es presentà a les eleccions legislatives italianes de 1987 amb el nom de Piemont Autonomista, en les que va treure 71.000 vots (0,19%). Arribà a un acord amb Umberto Bossi i a les eleccions europees de 1989 es va presentar en la coalició Lliga Llombarda-Aliança Nord. Així, a les eleccions regionals italianes de 1990 es presentà en coalició amb la Lliga Llombarda, i el 1991 va confluir en la formació de la Lliga Nord.
Des del 2016 el secretari nacional és Riccardo Molinari.